# Sosnovoborsk
Sosnovoborsk è una città della Russia siberiana meridionale (Territorio di Krasnojarsk).
Sorge sulla sponda destra del fiume Enisej, 45 km a nordest di Krasnojarsk.